# Steatoda mexicana
Steatoda mexicana là một loài nhện trong họ Theridiidae.
Loài này thuộc chi Steatoda. Steatoda mexicana được Herbert Walter Levi miêu tả năm 1957.